# Торн (Наследие)
Торн (англ. Thorn; имя переводится как «шип» или «колючка») — один из главных персонажей тетралогии Наследие. Дракон Муртага. Его совместно обучали Гальбаторикс и Шрюкн, и во время битвы на Пылающих Равнинах он уже мог дышать огнём. Торн очень хорошо себя чувствует в небе, будучи серьезным конкурентом Сапфире, даже когда бывает серьёзно ранен.

## История

### Начало и ранняя жизнь
Торн был одним из трех драконьих яиц, которые держал у себя Гальбаторикс наряду с Сапфирой и Фирненом , который еще не вылупился. Король, наверное, стал его обладателем, когда убил Всадников.
На протяжении десятилетий Гальбаторикс трудился, дабы найти Всадника для красного дракона (как и для зеленого), но безрезультатно.
Наконец, после многих лет поисков, в руки Гальбаториксу попался Муртаг, и дракон признал его свои Всадником. Парень поступил на службу у тирана Гальбаторикса, как и его отец, Морзан. Король вместе с Шрюкном взялись обучать обоих. Используя темную магию, ему удалось ускорить рост дракона и увеличить его силу и скорость, чтобы тот мог сразиться с Сапфирой.

## Описание

### Внешность
Торн — очень крепкий, компактно сложенный, со стальными мышцами, молодой дракон. Он меньше, чем Сапфира, возможно, потому, что моложе её, но имеет крепкий корпус и лапы. Глаза у Торна красные, как рубины, а оттенок чешуи, будто красного вина, такой же насыщенный, как и оттенок Сапфиры. Его зубы, когти, шипы на шее снежно белые. Рога дракона формы полумесяца, красиво изогнуты. В то время, как Сапфира будто создана для полета, крепкое телосложение Торна делает его сильнее и выносливее.

### Личность
И Торн, и Муртаг не желают быть слугами Гальбаторикса. После пыток, с помощью которых Гальбаторикс пытался заставить их принести ему клятву верности, Торн не сдаётся, но сдаётся Муртаг - он не в силах выдержать мучений своего дракона.

### Книги тетралогии Наследие
- Возвращение
- Брисингр
- Наследие

### Другая литература
- Michael Macauley, Mark Vaz. Альманах «Наследие» = The Inheritance Almanac. — Knopf Books for Young Readers, 26 октября 2010. — 224 p. — ISBN 978-0375866722.
- James A. Owen. Секреты драконьих всадников. Ваши любимые авторы рассказывают о цикле «Наследие», написанного Кристофером Паолини. Совершенно неавторизованное издание = Secrets of the Dragon Riders: Your Favorite Authors on Christopher Paolini's Inheritance Cycle: Completely Unauthorized. — Smart Pop, 2 февраля 2010. — С. 13,74,81,94,119,120,171. — 192 с. — ISBN 978-1933771977.
- Lois H. Gresh. Всеобъемлющее неавторизованное руководство по Эрагону. Неизвестные факты, которые стоят за миром Алагейзия (Трилогия «Наследие») = The Ultimate Unauthorized Eragon Guide: The Hidden Facts Behind the World of Alagaesia (Inheritance Trilogy). — 1st edition. — St. Martin's Griffin, 31 октября 2006. — С. 10,11,50,80. — 176 с. — ISBN 978-0312357924.